# The Best of Laura Pausini: E ritorno da te
The Best of Laura Pausini: E ritorno da te (versão espanhola: Lo mejor de Laura Pausini: Volveré junto a ti) é o primeiro álbum de grandes êxitos da cantora italiana Laura Pausini, lançado em 8 de outubro de 2001 em sua versão em espanhol e em 12 de outubro do mesmo ano em sua versão original. Para o mercado brasileiro foi lançada a versão em italiano do álbum subtitulada Platinum Edition. Esta edição contém a faixa adicional "Speranza", tema principal da telenovela brasileira Esperança, que concedeu a Pausini um Prêmio Contigo na categoria Melhor Tema de Abertura de Telenovela. Em termos musicais, o álbum deriva do pop latino e do soft rock, incluindo os gêneros pop rock, dance-pop e R&B, o álbum vendeu 3 milhões de cópias em 2001, sendo certificado 25 vezes em platina, atualmente o álbum já ultrapassou 8 milhões de cópias físicas comercializadas, sendo um dos trabalhos mais exitosos de Laura.
A recompilação conta com três canções inéditas, entre as quais se encontra "E ritorno da te", que serviu como o primeiro single do álbum; foi co-escrita e co-produzida pela cantora. A faixa recebeu vários prêmios e indicações a nível internacional, e é inspirada na relação amorosa da intérprete com seu ex-empresário, Alfredo Cerruti. "Una storia che vale", também inédita, foi selecionada como segunda faixa de trabalho do álbum. "One More Time", gravada originalmente no ano 1999 para a trilha sonora do filme Message in a Bottle, esteve igualmente presente no alinhamento do disco. Para a promoção do disco, Pausini realizou a World Tour 2001-2002, uma turnê que passou pela América e Europa com cinquenta concertos.

## Informações do álbum
O álbum é uma coletânea das canções de maior sucesso de Laura Pausini gravados no período de 1993 a 2000. Também encontram-se presentes no disco 2 canções inéditas, E ritorno da te e Una storia che vale, além da canção One more time, usada na trilha sonora do filme Uma carta de amor, de 1999, e que nunca havia sido incluída em um disco da cantora italiana.
As canções La solitudine, Non c'è, Strani amori, Gente e Seamisai estão presentes no disco gravadas em novas versões: La solitudine, música que consagrou a cantora no cenário musical, aparece em      uma versão orquestrada, porém mais lenta do que a original; Non C'è tornou-se mais dançante, soando praticamente como um remix; Strani Amori manteve basicamente a mesma estrutura da versão de 1994 e Gente, agora subtitulada Ordinary People, foi elaborada em uma nova versão orquestrada. Seamisai (Sei que me amavas) trouxe a participação do cantor Gilberto Gil, onde o próprio fez a adaptação para a língua portuguesa e canta em dueto com Laura Pausini.
Uma curiosidade na lista de faixas do álbum é representada pela canção La mia risposta, que é presente em sua versão em espanhol no disco italiano, e vice versa, sua versão em italiano no disco espanhol.
O ábum foi o primeiro de Laura Pausini a conter uma faixa interativa para computador. Com conteúdo disponível em diversos idiomas, a faixa multimídia traz protetor de tela, fotos e permite o download via internet de outros arquivos.
Na versão em língua espanhola do disco está presente a canção Dime, interpretada por Laura Pausini em dueto com o cantor José el Francés. Na versão para o mercado brasileiro, The Best of Laura Pausini - E ritorno da te Platinum Edition, contém a faixa-bônus Speranza, gravada para a novela Esperança da Rede Globo.

## CDs e lista de faixas

### The Best of Laura Pausini: E ritorno da te
A versão padrão em italiano do disco, The Best of: E ritorno da te, é constituída por um CD com 16 faixas e foi lançado na Itália no dia 12 de outubro de 2001.
Lista de faixas
| N.º            | Título                                                  | Letras                                  | Música                                                        | Produtor(es)   | Duração |  |
| 1.             | "E ritorno da te"                                       | Laura Pausini, Cheope                   | Daniel Vuletic                                                | Dado Parisini  | 4:01    |  |
| 2.             | "La solitudine" (2001 version)                          | Federico Cavalli, Pietro Cremonesi      | Angelo Valsiglio, Pietro Cremonesi                            | Celso Valli    | 4:24    |  |
| 3.             | "Non c'è" (2001 version)                                | Federico Cavalli, Pietro Cremonesi      | Angelo Valsiglio, Pietro Cremonesi                            | Dado Parisini  | 4:16    |  |
| 4.             | "Strani amori" (2001 version)                           | Cheope, Marco Marati, Francesco Tanini  | Angelo Valsiglio, Roberto Buti                                | Dado Parisini  | 4:17    |  |
| 5.             | "Gente (Ordinary people)" (2001 version)                | Cheope, Marco Marati                    | Angelo Valsiglio                                              | Celso Valli    | 4:37    |  |
| 6.             | "Incancellabile"                                        | Cheope                                  | Giuseppe Carella, Fabrizio Baldoni, Gino De Stefani           | Dado Parisini  | 3:50    |  |
| 7.             | "Le cose che vivi"                                      | Cheope                                  | Giuseppe Carella, Fabrizio Baldoni, Gino De Stefani           | Dado Parisini  | 4:31    |  |
| 8.             | "Seamisai (Sei que me amavas)" (Dueto com Gilberto Gil) | Cheope, Gilberto Gil                    | Giuseppe Carella                                              | Dado Parisini  | 3:40    |  |
| 9.             | "Ascolta il tuo cuore"                                  | Cheope, Fabrizio Pausini                | Vito Mastrofrancesco, Alberto Mastrofrancesco, Charles Cohiba | Dado Parisini  | 4:40    |  |
| 10.            | "Mi respuesta"                                          | Laura Pausini, Cheope, Badia            | Claudio Guidetti                                              | Dado Parisini  | 3:43    |  |
| 11.            | "In assenza di te"                                      | Laura Pausini, Cheope                   | Antonio Galbiati                                              | Dado Parisini  | 4:29    |  |
| 12.            | "Un'emergenza d'amore"                                  | Laura Pausini, Cheope, Massimo Pacciani | Eric Buffat                                                   | Dado Parisini  | 4:34    |  |
| 13.            | "One more time"                                         | Richard Marx                            | Richard Marx                                                  | David Foster   | 4:22    |  |
| 14.            | "Tra te e il mare"                                      | Biagio Antonacci                        | Biagio Antonacci                                              | Dado Parisini  | 3:49    |  |
| 15.            | "Il mio sbaglio più grande"                             | Laura Pausini, Cheope, Giuseppe Dati    | Andreas Carlsson, Alistair Thomson                            | Kc Porter      | 3:06    |  |
| 16.            | "Una storia che vale"                                   | Laura Pausini, Cheope                   | Daniel Vuletic                                                | Dado Parisini  | 4:15    |  |
| Duração total: | Duração total:                                          | Duração total:                          | Duração total:                                                | Duração total: | 66:24   |  |

| Faixa bônus - Edição Platina (Brasil) |                |                                                          |                |         |  |
| N.º                                   | Título         | Compositor(es)                                           | Adaptação      | Duração |  |
| 17.                                   | "Speranza"     | Marcelo Tranquilli Barbosa, Luiz Schiavon, Nil Bernardes | Laura Pausini  | 3:48    |  |
| Duração total:                        | Duração total: | Duração total:                                           | Duração total: | 70:12   |  |

### Lo Mejor de Laura Pausini: Volveré junto a ti
A versão em espanhol do disco, Lo Mejor de: Volveré junto a ti, foi lançada na Espanha e na América Latina em 8 de outubro de 2001 e é constituída por um CD com 17 faixas.
Lista de faixas
| N.º            | Título                                                       | Letras                                  | Música                                                        | Adaptação                                 | Duração |  |
| 1.             | "Volveré junto a ti"                                         | Laura Pausini, Cheope                   | Daniel Vuletic                                                | Badia                                     | 4:01    |  |
| 2.             | "La soledad" (2001 version)                                  | Federico Cavalli, Pietro Cremonesi      | Angelo Valsiglio, Pietro Cremonesi                            | Badia                                     | 4:24    |  |
| 3.             | "Se fue" (2001 version)                                      | Federico Cavalli, Pietro Cremonesi      | Angelo Valsiglio, Pietro Cremonesi                            | Badia                                     | 4:16    |  |
| 4.             | "Amores extraños" (2001 version)                             | Cheope, Marco Marati, Francesco Tanini  | Angelo Valsiglio, Roberto Buti                                | Badia                                     | 4:17    |  |
| 5.             | "Gente (Ordinary people)" (2001 version)                     | Cheope, Marco Marati                    | Angelo Valsiglio                                              | Badia                                     | 4:37    |  |
| 6.             | "Inolvidable"                                                | Cheope                                  | Giuseppe Carella, Fabrizio Baldoni, Gino De Stefani           | Badia                                     | 3:50    |  |
| 7.             | "Las cosas que vives"                                        | Cheope                                  | Giuseppe Carella, Fabrizio Baldoni, Gino De Stefani           | Badia                                     | 4:31    |  |
| 8.             | "Quando se ama (Sei que me amavas)" (Dueto com Gilberto Gil) | Cheope, Gilberto Gil                    | Giuseppe Carella                                              | Badia                                     | 3:40    |  |
| 9.             | "Escucha a tu corazón"                                       | Cheope, Fabrizio Pausini                | Vito Mastrofrancesco, Alberto Mastrofrancesco, Charles Cohiba | Badia                                     | 4:40    |  |
| 10.            | "La mia risposta"                                            | Laura Pausini, Cheope                   | Claudio Guidetti                                              |                                           | 3:43    |  |
| 11.            | "En ausencia de ti"                                          | Laura Pausini, Cheope                   | Antonio Galbiati                                              | Laura Pausini, Badia                      | 4:29    |  |
| 12.            | "Emergencia de amor"                                         | Laura Pausini, Cheope, Massimo Pacciani | Eric Buffat                                                   | Laura Pausini, Carlos Pixin, León Tristán | 4:34    |  |
| 13.            | "One more time"                                              | Richard Marx                            | Richard Marx                                                  |                                           | 4:22    |  |
| 14.            | "Entre tú y mil mares"                                       | Biagio Antonacci                        | Biagio Antonacci                                              | Badia                                     | 3:49    |  |
| 15.            | "Un error de los grandes"                                    | Laura Pausini, Cheope, Giuseppe Dati    | Andreas Carlsson, Alistair Thomson                            | Badia                                     | 3:06    |  |
| 16.            | "Dos historias iguales"                                      | Laura Pausini, Cheope                   | Daniel Vuletic                                                | Badia                                     | 4:15    |  |
| 17.            | "Dime" (Dueto com José el Francés)                           | José Rodríguez Vázquez                  | José Rodríguez Vázquez                                        |                                           | 3:37    |  |
| Duração total: | Duração total:                                               | Duração total:                          | Duração total:                                                | Duração total:                            | 70:01   |  |

## Gravação
A gravação do disco The best of: E ritorno da te ocorreu em diversos estúdios da Itália:
- Next Studio em Milão;
- Estúdios L'Isola Medastudio em Milão;
- Logic Studio em Milão;
- Estúdios Excalibur em Milão;
- Capri Studio em Capri;
- Estúdios Fonoprint em Bologna;
- Nautilus Studio em Milão.

## Créditos
| - Gilberto Gil: vocal (em Seamisai (Sei que me amavas)) - José el Francés: vocal (em Dime) - Paolo Gianolio: guitarra elétrica, guitarra acústica - Riccardo Galardini: guitarra elétrica, guitarra acústica - Massimo Varini: guitarra elétrica, guitarra acústica - Gabriele Fersini: guitarra elétrica - Giuseppe Pini: guitarra acústica - Celso Valli: bateria, teclados, piano, baixo elétrico - Dado Parisini: bateria, teclados, baixo elétrico, coro - Cesare Chiodo: baixo elétrico - Paolo Costa: baixo elétrico - Nek: baixo elétrico - Max Costa: bateria | - Eric Buffat: teclados, coro - Massimo Pacciani: bateria, percussão - Pier Foschi: bateria - Luca Bignardi: bateria - Gavin Wright: violino - Monica Magnani: coro - Julia St. Louis: coro - Joyce Yuille: coro - Ronny Jones: coro - Silvio Pozzoli: coro - Luca Jurman: coro - Orquestra Filarmônica de Londres: orquestra |

## Singles e videoclips
Do álbum The best of: E ritorno da te foram retirados 2 singles, com seus respectivos videoclips:
| Título em italiano  | Título em espanhol    | Data de lançamento     | Diretor do vídeo |
| ------------------- | --------------------- | ---------------------- | ---------------- |
| E ritorno da te     | Volveré junto a ti    | 14 de setembro de 2001 | Gabriele Muccino |
| Una storia che vale | Dos historias iguales | 1 de fevereiro de 2002 | Daniele Persica  |

## Desempenho nas tabelas musicais
| Paradas (2001–2002)                         | Melhor posição |
| ------------------------------------------- | -------------- |
| Alemanha                                    | 44             |
| Argentina                                   | 7              |
| Bélgica                                     | 9              |
| Espanha                                     | 6              |
| Estados Unidos (Billboard Latin Pop Albums) | 4              |
| Estados Unidos (Billboard Latin Albums)     | 9              |
| Finlândia                                   | 6              |
| Itália                                      | 1              |
| Países Baixos                               | 28             |
| Suíça                                       | 3              |
| Suécia                                      | 27             |

| País           | Certificação |
| -------------- | ------------ |
| Bélgica        | Ouro         |
| Estados Unidos | Ouro         |
| Finlândia      | Ouro         |
| México         | Ouro         |
| Argentina      | Platina      |
| Brasil         | Platina      |
| Estados Unidos | Platina      |
| Finlândia      | Platina      |
| França         | 2× Platina   |
| Suíça          | 2× Platina   |